# Укрощение строптивого
«Укроще́ние стропти́вого» (итал. Il bisbetico domato) — итальянская кинокомедия 1980 года режиссёрского дуэта Кастеллано и Пиполо. Главные роли в фильме исполнили Адриано Челентано и Орнелла Мути.

## Сюжет
Действие фильма происходит в вымышленной итальянской деревне Ровинья́но (Rovignano), недалеко от городов Вогера и Портофино. Местному фермеру Элии Кодоньо исполняется сорок лет, и в честь этого редактор сельскохозяйственной газеты из Бергамо хочет выпустить поздравительную статью. Однако самого Элии в клубе нет, так как он играет в теннис сам с собой. Посетители клуба рассказывают о скверном характере Элии. Когда тот приходит после игры и соглашается на интервью, журналист спрашивает у него, действительно ли у него такой скверный характер. Элиа сразу выходит из себя, и чтобы доказать журналисту обратное, выплёскивает кофе на бармена, а затем принимается честить на чём свет стоит посетителей клуба. Он обвиняет их в том, что после женитьбы они стали слабыми и никчёмными, а сам Элиа никогда не женится. Однако со своими работниками и подчинёнными Элиа ведёт себя иначе. Он к ним добр и справедлив, хотя и может задать перцу, если придётся. Элиа всегда ездит на велосипеде, дружит с местным священником Доном Чирилло, тренирующим баскетбольную команду, и умеет разговаривать с воронами.
Священник спрашивает Элию, не пора ли ему жениться, ведь тому уже пора заводить потомство. Элиа отвечает, что когда его плоть восстаёт и требует женщину, он отправляется колоть дрова и ему этого вполне хватает. Экономка Элии, пожилая африканка Мами также  постоянно пытается свести его хоть с одной приличной девушкой, но Элиа с ними не церемонится.
У Элии большое хозяйство, куда входят и виноградники. Его бухгалтер задумал сэкономить деньги Элии и вместо рабочих приобрести специальный пресс, который будет давить виноградный сок. Элиа доказывает эффективность ручного труда на своем примере и увольняет бухгалтера.
Однажды дождливым вечером в дом Элии постучалась красивая 25-летняя девушка по имени Лиза Сильвестри, которая промокла до нитки, её машина сломалась, и ей нужно высушить вещи и обогреться. Элиа не обрадовался её визиту и всеми силами пытается выдворить непрошеную гостью, но гостеприимная Мами уговаривает девушку остаться на ночлег. Лиза звонит своей подруге Ренате, чтобы предупредить, что она не приедет на вечеринку. Там её ждёт Витторио Манкарани, который хочет на Лизе жениться. Он предлагает приехать за ней, но Лиза отказывается. Её увлёк своим необычным поведением Элиа. Он — крепкий орешек, а Лиза — азартная девушка, которая непременно хочет влюбить его в себя.
Лиза надевает к ужину соблазнительное платье, но Элиа замечает только редкую бабочку, севшую на плечо Лизы. Мами вносит торт со свечами, и Лиза, узнав, что сегодня у Элии день рождения, дарит ему музыкальную шкатулку. Подарок ему пришёлся по душе, но Элиа делает вид, что он не понравился. Он выводит Лизу своим поведением, и та закатывает сцену этому «бесчувственному чурбану». Лиза принимается собирать вещи, якобы хочет уехать в гостиницу, которая находится в 15 километрах от дома Элии, а тот не против. Но забронировать номер не получается. Лиза остаётся в доме Элии. Она просит Элию развлечь её, и тот зовёт девушку на чердак, чтобы посмотреть на звёзды в телескоп, но на обратном пути Лиза подворачивает ногу на лестнице.
На следующее утро Элиа чинит машину Лизы, попутно выбрасывая половину деталей. Затем он будит девушку, чтобы выпроводить её из своего дома. Но Лиза притворяется, что её нога ещё сильно болит, и ей придётся остаться ещё на пару дней. Элиа молчаливо соглашается, после чего берёт телескоп и на велосипеде едет к своему соседу, который слёг с воспалением лёгких. Наблюдая за Лизой, он понимает, что она соврала насчёт ноги. Он возвращается домой, собирает вещи Лизы, привязывает кровать к трактору и везёт через всю округу. В результате этой выходки Лиза пускается в гневную тираду, оскорбляя Элию, после чего уезжает из деревни, но далеко она не уехала. Девушка решает вернуться и даёт «зарвавшемуся деревенщине» пощёчину, за что Элия бьёт Лизу ведром.
Элиа говорит, что Лиза не сможет жить в деревне и работать как остальные, потому что она — городская девушка и любительница светских вечеринок. Лиза же пытается убедить Элию, что справится с деревенской жизнью. Элиа даёт ей срок до понедельника, и если она перенесёт все тяготы, то сможет остаться. Поначалу сельская работа даётся Лизе нелегко.
Когда день подошёл к концу, Лиза была измотана. Она признаётся, что вернуть ей силы сможет только «косячок с травкой». Элиа вызывается привезти ей немного марихуаны, но вместо наркотика в самокрутке оказывается цикорий, что выводит Лизу из себя.  Затем они отправляются на дискотеку, где оба засыпают от усталости прямо во время танца.
На следующее утро Элиа ведёт Лизу на охоту, однако стрелять в уток и другую дичь он отказывается. Зато, когда появляются охотники, Элиа меткими выстрелами уничтожает их оружие. Когда деревенские дела закончились, Лиза везёт Элию в ресторан, поскольку захотела ему показать, как можно развлекаться в свободное от работы время. Для этого Элие пришлось надеть костюм и галстук, который он называет «собачьей удавкой». В ресторане пару усаживают за лучший столик с видом на озеро. Лиза встречает свою подругу Ренату с друзьями, и та принимается очаровывать Элию. Как бы между делом Рената говорит ему, что у Лизы есть молодой человек Витторио. Разговор двух женщин перерастает в драку, в которой побеждают Лиза и Элиа.
Счастливые после схватки с неприятелями Лиза и Элиа едут к озеру. Здесь Лиза пытается соблазнить кавалера, но тот не поддаётся её чарам. По возвращении домой Элиа объясняет свою отстранённость, он узнал о Витторио и понял, что Лиза хотела им только попользоваться. Лиза осознаёт, что завтра ей придётся уехать, поэтому она предпринимает последнюю отчаянную попытку покорить Элию. Она раздевается и ложится к нему в постель, однако Элиа отвергает её, а затем снова идёт колоть дрова. Лиза звонит Витторио и просит забрать её. Мами лично провожает девушку, и Витторио увозит её. После этого Мами отказывается дальше работать в доме Элии, собирает вещи и уходит. Элиа остаётся в одиночестве.
На следующий день Элиа собирается лететь в Брюссель, но в последний момент передумывает. Вместо этого он едет на баскетбольный матч, где команда Чирилло играет против команды, за которую болеет Витторио. Команда священника проигрывает, и, чтобы произвести впечатление на Лизу, Элиа надевает баскетбольную форму, вступает в игру и в одиночку забрасывает десятки мячей в кольцо, тем самым принося победу команде Чирилло. Когда игра заканчивается, Элиа поднимается на трибуну к Лизе и предлагает ей стать его женой. Не сразу, но девушка соглашается.
Несколько дней после их свадьбы дом Элии содрогается как при землетрясении. Его друзья и Мами решают посмотреть, не повредились ли Элиа с Лизой в постели. Однако с ними всё в порядке. Более того, Элиа стал улыбчивым и добрым, и больше ему не придётся колоть дрова.

## В ролях
- Адриано Челентано (Adriano Celentano) — Элиа Кодоньо, фермер
- Орнелла Мути (Ornella Muti) — Лиза Сильвестри
- Эдит Петерс (Edith Peters) —  Мами, экономка Элии
- Пипо Сантонастазо (Pippo Santonastaso) —  дон Чирилло, священник и тренер местной баскетбольной команды Rovignano
- Милли Карлуччи (Milly Carlucci) — Рената, подруга Лизы
- Сандро Гиани[итал.] (Alessandro Ghiani) — работник бензозаправки
- Никола де Буоно (Nicola Del Buono) — Витторио Манкарани, инженер (жених Лизы)
- Винченцо Де Тома (Vincenzo Detoma) — Тонио/Эрнесто, крестьянин
- Раффаэле ди Сипио (Raffaele Di Sipio) — сомелье в ресторане
- Джимми иль Феномено (Jimmy il Fenomeno) — Микеле, крестьянин
- Гвидо Спадеа (Guido Spadea) — бухгалтер
- Марко Колумбро (Marco Columbro) — водитель минигрузовика
- Массимо Мирани (Massimo Mirani) — журналист, редактор сельскохозяйственной газеты из Бергамо
- Витторио Полетти (Vittorio Poletti) — женатый силач-толстяк в Кантри-Клубе
- Франческо Аннибалли (Francesco Anniballi) — тренер баскетбольной команды Cantu
- Фоско Гаспери (Fosco Gasperi) — фотограф
- Массимо Бушеми (Massimo Buscemi) — официант
- Джанна Колетто (Gianna Coletto) — племянница подруги Мами

## Съёмочная группа
- Авторы сценария — Кастеллано и Пиполо
- Режиссёры — Кастеллано и Пиполо
- Оператор — Альфио Контини
- Художник-постановщик — Бруно Амалфитано
- Художник по костюмам — Уэйн Финкелман
- Композитор — Детто Мариано
- Монтажёр — Антонио Сичильяно
- Продюсеры — Марио Чекки Гори и Витторио Чекки Гори

## Культурные отсылки
Название картины перекликается с известной комедией Уильяма Шекспира «Укрощение строптивой» (по-итальянски La bisbetica domata), в которой своенравную и капризную героиню вразумляет мужчина.

## Прокат
Премьера в Италии состоялась 20 декабря 1980 года, в Португалии — 4 февраля 1982 года, в Колумбии — 11 сентября 1985 года. В СССР фильм посмотрели 56 млн человек.